# Sénateurs désignés par le Parlement de La Rioja
Les sénateurs désignés par le Parlement de La Rioja représentent La Rioja au Sénat espagnol.

## Normes et désignation
La faculté pour chaque communauté autonome de désigner un ou plusieurs sénateurs au Sénat, conçu comme une chambre de représentation territoriale, est énoncée à l'article 69, alinéa 5, de la Constitution espagnole de 1978. La désignation est régie par l'article 19 du statut d'autonomie de La Rioja ainsi que par la loi 9/1994 portant désignation des sénateurs en représentation de La Rioja et par le règlement du Parlement,.
Seul un député du Parlement de La Rioja peut être désigné sénateur. Après la tenue des élections régionales et la constitution du Parlement, le bureau du Parlement doit fixer dans le délai de huit jours le nombre de sénateurs que doit désigner le Parlement en vertu des dispositions constitutionnelles. Une fois les groupes parlementaires constitués, ceux-ci disposent de 10 jours pour proposer leurs candidats. La commission du Règlement et du Statut des députés examine l'éligibilité des candidats et élabore un rapport. Une fois le rapport rendu, une session plénière doit être convoquée dans le délai de sept jours par le président du Parlement. Un vote à bulletins secrets et à tour unique a lieu ; les députés ne pouvant voter que pour un seul des candidats. Sont élus sénateurs les candidats ayant réuni le plus grand nombre de voix dans la limite du nombre total de sénateurs à désigner. En cas d'égalité, un nouveau vote a lieu. À défaut, le siège est attribué au candidat issu des forces politiques dont la somme des voix lors des dernières élections régionales est la plus importante. En cas de vacance, la proportionnalité entre les forces politiques doit être maintenue.
La dissolution du Parlement de La Rioja met fin au mandat des sénateurs désignés, ceux-ci restent néanmoins en poste jusqu'à la désignation des nouveaux sénateurs. Le mandat prend également fin lorsque le sénateur perd sa condition de député régional. En cas de dissolution du Sénat, les sénateurs désignés restent en place sans nécessité d'un nouveau vote.

## Synthèse
| PSOE  |       | 1 | 1 | 1 | 1 |   |   |   |   |   |   |   | 1 |   |  |  |  |  |
| PR    |       |   |   |   |   | 1 |   |   |   |   |   |   |   |   |  |  |  |  |
| PP    |       |   |   |   |   |   | 1 | 1 | 1 | 1 | 1 | 1 |   | 1 |  |  |  |  |
|       |       |   |   |   |   |   |   |   |   |   |   |   |   |   |  |  |  |  |
| Total | Total | 1 | 1 | 1 | 1 | 1 | 1 | 1 | 1 | 1 | 1 | 1 | 1 | 1 |  |  |  |  |

## Législatures

### Ire
| Parti | Parti | Sénateurs désignés | Voix |
| ----- | ----- | ------------------ | ---- |
| PSOE  |       | Mario Fraile Ruiz  | 20   |

- Désignation : 27 juin 1983.

| Parti | Parti | Sénateurs désignés | Voix |
| ----- | ----- | ------------------ | ---- |
| PSOE  |       | Mario Fraile Ruiz  | NC   |

- Désignation : 11 juin 1986.

### IIe
| Parti | Parti | Sénateurs désignés | Voix |
| ----- | ----- | ------------------ | ---- |
| PSOE  |       | Mario Fraile Ruiz  | 18   |

- Désignation : 1er décembre 1989.

### IIIe
| Parti | Parti | Sénateurs désignés     | Voix |
| ----- | ----- | ---------------------- | ---- |
| PR    |       | Leopoldo Virosta Garoz | NC   |

- Désignation : 23 juin 1993.

### IVe
| Parti | Parti | Sénateurs désignés              | Voix |
| ----- | ----- | ------------------------------- | ---- |
| PP    |       | José Ignacio Ceniceros González | 17   |

- Désignation : 14 juillet 1995.

### Ve
| Parti | Parti | Sénateurs désignés        | Voix |
| ----- | ----- | ------------------------- | ---- |
| PP    |       | Conrado Escobar Las Heras | 17   |

- Désignation : 28 juillet 1999.

### VIe
| Parti | Parti | Sénateurs désignés | Voix |
| ----- | ----- | ------------------ | ---- |
| PP    |       | David Isasi García | 17   |

- Désignation : 17 juillet 2003.

### VIIe
| Parti | Parti | Sénateurs désignés       | Voix |
| ----- | ----- | ------------------------ | ---- |
| PP    |       | Carlos Cuevas Villoslada | 17   |

- Désignation : 12 juillet 2007.

### VIIIe
| Parti | Parti | Sénateurs désignés        | Voix |
| ----- | ----- | ------------------------- | ---- |
| PP    |       | Conrado Escobar Las Heras | 22   |

- Désignation : 5 juillet 2011.
- Conrado Escobar (PP) est remplacé le 2 décembre 2011 par Ana Lourdes González García avec 19 voix favorables.
  - Ana González (PP) remet sa démission le 17 juin 2015 mais n'est pas remplacée.

### IXe
| Parti | Parti | Sénateurs désignés | Voix |
| ----- | ----- | ------------------ | ---- |
| PP    |       | Pedro Sanz Alonso  | 17   |

- Désignation : 8 juillet 2015.

### Xe
| Parti | Parti | Sénateurs désignés | Voix |
| ----- | ----- | ------------------ | ---- |
| PSOE  |       | Raúl Díaz Marín    | 16   |

- Désignation : 22 juillet 2019.
- Raúl Díaz (PSOE) est remplacé en janvier 2022 par María Teresa Villuendas Asensio avec 17 voix favorables.

### XIe
| Parti | Parti | Sénateurs désignés   | Voix |
| ----- | ----- | -------------------- | ---- |
| PP    |       | Mar Cotelo Balmaseda | 17   |

- Désignation : 14 septembre 2023.